# Ablepharus bivittatus
Espèce
Synonymes
- Scincus bivittatus Ménétries, 1832
- Ablepharus menestriesii Duméril & Bibron, 1839

Statut de conservation UICN

 LC  : Préoccupation mineure
L'Abléphare à deux bandes (Ablepharus bivittatus) est une espèce de sauriens de la famille des Scincidae.

## Description
Cette espèce est ovipare.

## Répartition
Cette espèce se rencontre de 2 300 à 3 300 m d'altitude en Turquie, en Arménie, en Azerbaïdjan, en Iran et au Turkménistan.

## Taxinomie
La sous-espèce Ablepharus bivittatus lindbergi décrite par Wettstein en 1960 a été élevée au rang d'espèce par Yeriomtschenko et Shcherbak.
L'épithète spécifique, bivittatus, est formé du latin bi-, « deux », et de vitta, « ligne » ou « rayure », en référence aux deux bandes sombres de l'animal.

## Publication originale
- Ménétries, 1832 : Catalogue raisonné des objets de zoologie recueillis dans un voyage au Caucase et jusqu’aux frontières actuelles de la Perse. L’Académie Impériale des Sciences. Saint-Pétersbourg, p. 1-271 (texte intégral).